# Peșteră Piatra Altarului
Peșteră Piatra Altarului – jaskinia krasowa w Rumunii, w Masywie Bihorskim.
W Peșteră Piatra Altarului występuje ciąg korytarzy oraz dużych komór. W jaskini jest bardzo bogata i różnorodna szata naciekowa.
Peșteră Piatra Altarului jest uważana za jedną z najpiękniejszych jaskiń świata. Jest ona objęta szczególną ochroną.